# Rugogaster callorhinchi
Rugogaster callorhinchi är en plattmaskart som beskrevs av Amato och Pereira 1995. Rugogaster callorhinchi ingår i släktet Rugogaster och familjen Rugogastridae. Inga underarter finns listade i Catalogue of Life.